# 비 개인 오후를 좋아하세요?
"비 개인 오후를 좋아하세요?"는 1991년에 개봉한  대한민국의 영화이다.

## 캐스팅
- 최수종 : 해일 역
- 홍학표 : 해성 역
- 이미연 : 은채 역
- 방은희 : 정아 역
- 윤일봉 : 장 사장 역
- 태현실 : 오 여사 역
- 김은숙 : 영란 역
- 최동준 : 백수 역
- 김의상 : 학락 역
- 박동현 : 번개 역
- 황춘수 : 땅개 역
- 김이호 : 독사 역
- 김준수 : 중학생 해일 역
- 정준 : 국민학생 해성 역
- 이진헌 : 어린 해일 역
- 김승엽 : 어린 해성 역
- 순동운 : 신부 역
- 신찬일 : 형사 역
- 노사강 : 김 이사 역
- 이석구 : 사내 1 역
- 길달호 : 사내 2 역
- 김하정 : 소녀 역
- 김영애 : 지 여사 역 (우정출연)